# Dariusz Koseła
Dariusz Koseła (Zabrze, 12 febbraio 1970) è un ex calciatore polacco, di ruolo centrocampista.

## Carriera

### Nazionale
Con la Nazionale olimpica polacca ha preso parte al torneo di calcio delle Olimpiadi di Barcellona 1992, vincendo la medaglia d'argento.